# 国民投票 (中華民国)
中華民国における国民投票（ちゅうかみんこくにおけるこくみんとうひょう、繁体字: 中華民國全國性公民投票）とは、中華民国において国民投票法に基づいて実施される国民投票のことである。投票は、普通投票、平等投票、直接投票、無記名投票で行われる。
国民投票の結果は所管官庁によって発表され、投票結果の発表日から2年以内の再投票は実施できない。2021年現在、中央選挙管理委員会は20の国民投票を発表・実施している。

## 規定
2017年12月、立法院は以前から批判されていた国民投票審議委員会制度などを解消するため、国民投票法の一部規定を改正し、国民投票の制約を大幅に緩和することを可決した。
1. 提案の基準値を総統・副総統選挙人総数の1,000人に5人から10,000人に1人に引き下げ
2. 署名のしきい値を5％から1.5％に引き下げ
3. 賛成の基準を選挙人総数の1/2から1/4に引き下げ、有効な賛成票の数が反対票の数を上回った場合、総投票数の割合の元のしきい値は取り消される
4. 国民投票は不在者投票でも実施可能ですが、これは他の法律によってこれを定める (2021年現在、法制化されていないため投票するには本籍地に戻る必要がある）
5. 拒否権・検証権を持つ国民投票精査委員会の廃止。CECによる精査に変更。(正式な精査のみ)
6. 電子署名システム（ESS）の認証コードが追加され、署名に利用できるようになった。(2021年時点では電子化されていないため、紙媒体での利用のみ可能）
7. 国民投票が可能になる年齢を20歳から18歳に引き下げ

2019年6月、立法院は再び国民投票法を改正し、国政選挙（総選挙）と同時期に国民投票を実施しないこと、2021年以降は2年ごとに「8月の第4土曜日」に実施することを規定した。

## 国民投票一覧

### 2004年
国民投票は、当時の陳水扁総統が国民投票法の「防禦性公投」規定に基づいて提案し、総統選挙と同じ2004年3月20日に実施された。
| 案                                                                                     | 投票内容 | 同意      | 同意  | 同意しない | 同意しない | 無効票  | 投票数    | 有権者数   | 投票率 | 投票結果 |
| 案                                                                                     | 投票内容 | 投票数    | ％    | 投票数     | ％         | 無効票  | 投票数    | 有権者数   | 投票率 | 投票結果 |
| -------------------------------------------------------------------------------------- | -------- | --------- | ----- | ---------- | ---------- | ------- | --------- | ---------- | ------ | -------- |
| 1                                                                                      | 強化国防 | 6,511,216 | 91.80 | 581,413    | 8.20       | 359,711 | 7,452,340 | 16,497,746 | 45.17  | 否決     |
| 2                                                                                      | 對等談判 | 6,319,663 | 92.05 | 545,911    | 7.95       | 578,574 | 7,444,148 | 16,497,746 | 45.12  | 否決     |
| 出典：中央選挙管理委員会 第1案 第2案（アーカイブ 2016年3月27日 - ウェイバックマシン ） |          |           |       |            |            |         |           |            |        |          |

### 2008年
2008年1月12日の立法院選挙（案3、案4）は2008年3月22日の総統選挙（案5、案6）と同日に実施。3件目と5件目は元民進党主席の游錫堃、4件目は元財政部長の王建煊、6件目は副総統候補の蕭萬長が提唱したもの。
| 案                                                               | 投票内容     | 同意      | 同意  | 同意しない | 同意しない | 無効票  | 投票数    | 有権者数   | 投票率 | 投票結果 |
| 案                                                               | 投票内容     | 投票数    | %     | 投票数     | %          | 無効票  | 投票数    | 有権者数   | 投票率 | 投票結果 |
| ---------------------------------------------------------------- | ------------ | --------- | ----- | ---------- | ---------- | ------- | --------- | ---------- | ------ | -------- |
| 3                                                                | 討黨產       | 3,891,170 | 91.46 | 363,494    | 8.54       | 296,217 | 4,550,881 | 17,277,720 | 26.34  | 否決     |
| 4                                                                | 反貪腐       | 2,304,136 | 58.17 | 1,656,890  | 41.83      | 544,901 | 4,505,927 | 17,277,720 | 26.08  | 否決     |
| 5                                                                | 台灣入聯合國 | 5,529,230 | 94.01 | 352,359    | 5.99       | 320,088 | 6,201,677 | 17,313,854 | 35.82  | 否決     |
| 6                                                                | 務實返聯公投 | 4,962,309 | 87.27 | 724,060    | 12.73      | 500,749 | 6,187,118 | 17,313,854 | 35.74  | 否決     |
| 出典：中央選挙委員会 第3案 第4案 第5案 第6案（第3-4案、第5-6案） |              |           |       |            |            |         |           |            |        |          |

### 2018年
2018年の国民投票は、2017年末に立法院で可決された国民投票法の改正により、提案者数、共同署名者数、国民投票の可決数、国民投票の年齢などの面で国民投票のしきい値が下がり、中華民国史上最大の全国民投票となり、初めて国民投票動議が可決された。
今回の国民投票は、9月1日の統一地方選挙に合わせて行われた。CECに審査のために提出された10件の国民投票案のうち、「電気事業法第95条第1項の撤廃について」（案16）に関する国民投票だけが、279,419票のみとなり、281,740人の基準値に達しなかった。その後、10月17日に再提出し、23,251票を獲得。10月23日、CECは第16回国民投票の実施を発表。
全國性公民投票案第7案至第16案公投公報（国民投票の番号、本文、理由書、国民投票に関する政府当局の提出書類、国民投票の権利行使の範囲と方法など）
| 案 | 投票内容                   | 同意      | 同意  | 同意しない | 同意しない | 無効票  | 投票数     | 有権者数   | 投票率 | 投票結果 |
| 案 | 投票内容                   | 投票数    | %     | 投票数     | %          | 無効票  | 投票数     | 有権者数   | 投票率 | 投票結果 |
| --- | -------------------------- | --------- | ----- | ---------- | ---------- | ------- | ---------- | ---------- | ------ | -------- |
| 7 | 反空污                     | 7,955,753 | 79.04 | 2,109,157  | 20.96      | 715,140 | 10,780,050 | 19,757,067 | 54.56  | 通過     |
| 8 | 反燃煤發電                 | 7,599,267 | 76.41 | 2,346,316  | 23.59      | 823,945 | 10,769,528 | 19,757,067 | 54.51  | 通過     |
| 9 | 反日本核災地區食品進口     | 7,791,856 | 77.74 | 2,231,425  | 22.26      | 756,041 | 10,779,322 | 19,757,067 | 54.56  | 通過     |
| 10 | 民法婚姻限定一男一女       | 7,658,008 | 72.48 | 2,907,429  | 27.52      | 459,508 | 11,024,945 | 19,757,067 | 55.80  | 通過     |
| 11 | 國中小不實施同志教育       | 7,083,379 | 67.44 | 3,419,624  | 32.56      | 507,101 | 11,010,104 | 19,757,067 | 55.73  | 通過     |
| 12 | 非民法保障同性共同生活     | 6,401,748 | 61.12 | 4,072,471  | 38.88      | 540,757 | 11,014,976 | 19,757,067 | 55.75  | 通過     |
| 13 | 2020東京奧運台灣正名       | 4,763,086 | 45.20 | 5,774,556  | 54.80      | 505,153 | 11,042,795 | 19,757,067 | 55.89  | 否決     |
| 14 | 以民法保障同性婚姻         | 3,382,286 | 32.74 | 6,949,697  | 67.26      | 608,484 | 10,940,467 | 19,757,067 | 55.37  | 否決     |
| 15 | 國中小性別平等教育明定入法 | 3,507,665 | 34.01 | 6,805,171  | 65.99      | 619,001 | 10,931,837 | 19,757,067 | 55.33  | 否決     |
| 16 | 廢止電業法非核家園條文     | 5,895,560 | 59.49 | 4,014,215  | 40.51      | 922,960 | 10,832,735 | 19,757,067 | 54.83  | 通過     |
| 出典：中央選挙委員会 第7案 第8案 第9案 第10案 第11案 第12案 第13案 第14案 第15案 第16案（全国公投案概要） |                            |           |       |            |            |         |            |            |        |          |

### 2021年
2019年6月の国民投票法第三読会後、次回の国民投票は2020年の中華民国総統、副総統、立法委員の選挙と同時期に実施しないことになった。
改正国民投票法では、次回の国民投票は当初2021年8月28日（第4土曜日）に予定されていたが、新型コロナウイルスの影響で2021年12月18日に延期となった。
| 案                                                             | 投票内容         | 同意      | 同意  | 同意しない | 同意しない | 無効票 | 投票数    | 有権者数   | 投票率 | 投票結果 |
| 案                                                             | 投票内容         | 投票数    | %     | 投票数     | %          | 無効票 | 投票数    | 有権者数   | 投票率 | 投票結果 |
| -------------------------------------------------------------- | ---------------- | --------- | ----- | ---------- | ---------- | ------ | --------- | ---------- | ------ | -------- |
| 17                                                             | 核四商轉         | 3,804,755 | 47.16 | 4,262,451  | 52.84      | 78,494 | 8,145,700 | 19,825,468 | 41.09  | 否決     |
| 18                                                             | 反萊豬進口       | 3,936,554 | 48.79 | 4,131,203  | 51.21      | 78,108 | 8,145,865 | 19,825,468 | 41.09  | 否決     |
| 19                                                             | 公投綁大選       | 3,951,882 | 48.96 | 4,120,038  | 51.04      | 73,273 | 8,145,193 | 19,825,468 | 41.08  | 否決     |
| 20                                                             | 遷移天然氣接收站 | 3,901,171 | 48.37 | 4,163,464  | 51.63      | 80,819 | 8,145,454 | 19,825,468 | 41.09  | 否決     |
| 出典：中央選挙委員会 第17案 第18案 第19案 第20案（選挙資料庫） |                  |           |       |            |            |        |           |            |        |          |

### 2022年（憲法改正案）
2022年3月25日、憲法増修条文の改正案が立法院で三読にかけられ、選挙権と被選挙権を18歳以上に変更すると発表した。選挙は憲法改正の発表後3ヶ月以内に国民投票が行われる。
2022年4月15日、中央選挙委員会は委員会を開き、第111回憲法改正投票について、投票日を2022年中華民国地方公務員選挙と同じ11月26日（土）に行うことを審議し、承認。
| 案                                               | 投票内容   | 同意      | 同意  | 同意しない | 同意しない | 無効票  | 投票数     | 有権者数   | 投票率 | 投票結果 |
| 案                                               | 投票内容   | 得票      | %     | 得票       | %          | 無効票  | 投票数     | 有権者数   | 投票率 | 投票結果 |
| ------------------------------------------------ | ---------- | --------- | ----- | ---------- | ---------- | ------- | ---------- | ---------- | ------ | -------- |
| 憲法改正案1                                      | 18歲公民權 | 5,647,102 | 52.96 | 5,016,427  | 47.04      | 682,403 | 11,345,932 | 19,239,392 | 58.97% | 否決     |
| 出典：中央選挙委員会 憲法改正第1案（選挙資料庫） |            |           |       |            |            |         |            |            |        |          |

## 議題の種類
| 案                                 | 投票内容                   | 暮らし | 暮らし     | 暮らし | 暮らし | 暮らし | 教育     | 教育     | 政治          | 政治     | 政治     | 政治      |
| 案                                 | 投票内容                   | 経済   | 経済       | 経済   | 環境   | 環境   | 男女平等 | スポーツ | 国際政治      | 国際政治 | 国內政治 | 国內政治  |
| 案                                 | 投票内容                   | 経済   | エネルギー | 飲食   | 環境   | 保育   | 男女平等 | スポーツ | 国際政治/外交 | 両岸政治 | 国防     | 選挙/政党 |
| ---------------------------------- | -------------------------- | ------ | ---------- | ------ | ------ | ------ | -------- | -------- | ------------- | -------- | -------- | --------- |
| 1                                  | 強化國防                   |        |            |        |        |        |          |          |               |          | v        |           |
| 2                                  | 對等談判                   |        |            |        |        |        |          |          |               | v        |          |           |
| 3                                  | 討黨產                     |        |            |        |        |        |          |          |               |          |          | v         |
| 4                                  | 反貪腐                     |        |            |        |        |        |          |          |               |          |          | v         |
| 5                                  | 台灣入聯合國               |        |            |        |        |        |          |          | v             | v        |          |           |
| 6                                  | 務實返聯公投               |        |            |        |        |        |          |          | v             | v        |          |           |
| 7                                  | 反空污                     |        | v          |        | v      |        |          |          |               |          |          |           |
| 8                                  | 反燃煤發電                 |        | v          |        | v      |        |          |          |               |          |          |           |
| 9                                  | 反日本核災地區食品進口     |        |            | v      | v      |        |          |          | v             |          |          |           |
| 10                                 | 民法婚姻限定一男一女       |        |            |        |        |        | v        |          |               |          |          |           |
| 11                                 | 國中小不實施同志教育       |        |            |        |        |        | v        |          |               |          |          |           |
| 12                                 | 非民法保障同性共同生活     |        |            |        |        |        | v        |          |               |          |          |           |
| 13                                 | 2020東京奧運台灣正名       |        |            |        |        |        |          | v        | v             |          |          |           |
| 14                                 | 以民法保障同性婚姻         |        |            |        |        |        | v        |          |               |          |          |           |
| 15                                 | 國中小性別平等教育明定入法 |        |            |        |        |        | v        |          |               |          |          |           |
| 16                                 | 廢止電業法非核家園條文     |        | v          |        | v      |        |          |          |               |          |          |           |
| 17                                 | 核四商轉                   |        | v          |        | v      |        |          |          |               |          |          |           |
| 18                                 | 反萊豬進口                 |        |            | v      |        |        |          |          | v             |          |          |           |
| 19                                 | 公投綁大選                 |        |            |        |        |        |          |          |               |          |          | v         |
| 20                                 | 遷移天然氣接收站           |        | v          |        |        | v      |          |          |               |          |          |           |
| 憲1                                | 降低選舉權年齡             |        |            |        |        |        |          |          |               |          |          | v         |
| 出典：中央選挙委員会（選挙資料庫） |                            |        |            |        |        |        |          |          |               |          |          |           |